# Izland az 1980. évi téli olimpiai játékokon
Izland az egyesült államokbeli Lake Placidben megrendezett 1980. évi téli olimpiai játékok egyik részt vevő nemzete volt. Az országot az olimpián 2 sportágban 6 sportoló képviselte, akik érmet nem szereztek.

## Alpesisí
Férfi
| Versenyző        | Versenyszám      | 1. futam       | 1. futam       | 2. futam      | 2. futam      | Összesítés | Összesítés |
| Versenyző        | Versenyszám      | Idő            | Hely.          | Idő           | Hely.         | Idő        | Helyezés   |
| ---------------- | ---------------- | -------------- | -------------- | ------------- | ------------- | ---------- | ---------- |
| Sigurður Jónsson | Műlesiklás       | idő nem ismert | idő nem ismert | nem ért célba | nem ért célba | kiesett    | kiesett    |
| Sigurður Jónsson | Óriás-műlesiklás | 1:27,33        | 42.            | 1:26,46       | 32.           | 2:53,79    | 35.        |
| Björn Olgeirsson | Műlesiklás       | idő nem ismert | idő nem ismert | nem ért célba | nem ért célba | kiesett    | kiesett    |
| Björn Olgeirsson | Óriás-műlesiklás | nem ért célba  | nem ért célba  | kiesett       | kiesett       | kiesett    | kiesett    |

Női
| Versenyző              | Versenyszám      | 1. futam | 1. futam | 2. futam      | 2. futam      | Összesítés | Összesítés |
| Versenyző              | Versenyszám      | Idő      | Hely.    | Idő           | Hely.         | Idő        | Helyezés   |
| ---------------------- | ---------------- | -------- | -------- | ------------- | ------------- | ---------- | ---------- |
| Steinunn Sæmundsdóttir | Műlesiklás       | 46,50    | 19.      | nem ért célba | nem ért célba | kiesett    | kiesett    |
| Steinunn Sæmundsdóttir | Óriás-műlesiklás | 1:23,52  | 35.      | 1:35,89       | 28.           | 2:59,41    | 29.        |

## Sífutás
Férfi
| Versenyző           | Versenyszám | Eredmény      | Helyezés      |
| ------------------- | ----------- | ------------- | ------------- |
| Þröstur Jóhannesson | 15 km       | 49:37,75      | 51.           |
| Þröstur Jóhannesson | 30 km       | nem ért célba | nem ért célba |
| Ingólfur Jónsson    | 15 km       | 50:51,50      | 54.           |
| Ingólfur Jónsson    | 30 km       | 1:45:55,26    | 48.           |
| Haukur Sigurðsson   | 15 km       | 47:44,00      | 47.           |
| Haukur Sigurðsson   | 30 km       | nem ért célba | nem ért célba |